# 都営高橋アパート
都営高橋アパート（とえいたかばしアパート）とは東京都江東区森下3丁目に位置する5階建ての都営住宅である。

## 概要

### 建物の特徴
1958年11月竣工。5階建てで1階に店舗がある構造となっている。エレベーターがなく階段での移動が必要なため高齢者にはきつい環境となっている。外観は経年による劣化が見られ、特に外壁の老朽化が顕著である。都営高橋アパートは、地域の歴史と共に歩んできた建物であり、その存在は現在も地域に根付いている。今後の保存や活用方法について、地域と行政が協力して検討していくことが求められている。

### 周辺環境
アパートの前には公園があり、地域住民の憩いの場となっている。また、周辺には商店街「のらくろード」や森下文化センターなどの施設があり、生活利便性が高いエリアである。

### 歴史と背景
江東区森下エリアは、かつて日雇い労働者の街として知られていたが、現在では地域おこしが進み、イメージが大きく変わっている。都営高橋アパートも、その歴史の一端を担う建物として存在感を放っている。

### 現状と課題
築年数が経過しているため、建物の老朽化が進行しており、特に外壁や共用部分の劣化が目立っている。エレベーターがないため、高層階への移動が困難な住民もいると考えられる。今後の維持管理や改修が課題となっている。